# Operació diàleg
Operació diàleg és el nom amb què el govern de l'Estat espanyol, a partir del 2016, fa referència a les relacions amb Catalunya en el marc del creixement del moviment independentista català. El concepte esdevé conegut arran de les repetides referències per part del govern de l'Estat espanyol, malgrat que els membres del govern de la Generalitat de Catalunya (inclòs el president, Carles Puigdemont), polítics d'altres grups i fins i tot la presidenta del Parlament de Catalunya, Carme Forcadell, han qüestionat l'existència de l'operació, en alguns casos titllant-la d'«operació cosmètica».